# فيل ستيفنز
فيل ستيفنز هو لاعب هوكي الجليد كندي، ولد في 15 فبراير 1893 في سان لامبرت في كندا، وتوفي في 8 أبريل 1968 في كيلونا في كندا.

## وصلات خارجية
- فيل ستيفنز على موقع دوري الهوكي الوطني (الإنجليزية)
- فيل ستيفنز على موقع EliteProspects.com (الإنجليزية)
- فيل ستيفنز على موقع HockeyDB.com (الإنجليزية)
- فيل ستيفنز على موقع Hockey-Reference.com (الإنجليزية)